# Chefornak
Chefornak és una població dels Estats Units a l'estat d'Alaska. Segons el cens del 2007 tenia 395 habitants.

## Demografia
Segons el cens del 2000, Chefornak tenia 394 habitants, 75 habitatges, i 63 famílies La densitat de població era de 26,5 habitants/km².
Dels 75 habitatges en un 60% hi vivien nens de menys de 18 anys, en un 61,3% hi vivien parelles casades, en un 13,3% dones solteres, i en un 16% no eren unitats familiars. En el 14,7% dels habitatges hi vivien persones soles el 14,7% de les quals corresponia a persones de 65 anys o més que vivien soles. El nombre mitjà de persones vivint en cada habitatge era de 5,25 i el nombre mitjà de persones que vivien en cada família era de 5,98.
Per edats la població es repartia de la següent manera: un 45,2% tenia menys de 18 anys, un 9,9% entre 18 i 24, un 23,9% entre 25 i 44, un 16,5% de 45 a 60 i un 4,6% 65 anys o més.
L'edat mediana era de 21 anys. Per cada 100 dones hi havia 106,3 homes. Per cada 100 dones de 18 o més anys hi havia 113,9 homes.
La renda mediana per habitatge era de 35.556 $ i la renda mediana per família de 36.042 $. Els homes tenien una renda mediana de 15.000 $ mentre que les dones 20.833 $. La renda per capita de la població era de 8.474 $. Aproximadament el 21,3% de les famílies i el 25,1% de la població estaven per davall del llindar de pobresa.

## Poblacions més properes
El següent diagrama mostra les poblacions més properes.